# 크리스마스 캐럴 (2022년 영화)
크리스마스 캐럴(christmas carol)은 대한민국에서 제작된 김성수 감독의 2022년 개봉 예정인 드라마, 액션 영화이다. 진영 등이 주연으로 출연하였다.

## 출연

### 주연
- 박진영 : 주일우/주월우 역
- 김영민 : 조순우
- 김동휘
- 송건희 : 문자훈
- 허동원

## 수상
- 2023년 제59회 백상예술대상 영화부문 남자 신인연기상 (진영)
- 2023년 제59회 백상예술대상 틱톡 인기상 (박진영)
- 2023년 제43회 한국영화평론가협회상 신인남우상 (박진영)